# Astra 5A
Astra 5A (auch bekannt als Sirius 2 und GE-1E) ist ein stillgelegter Fernsehsatellit der SES Astra.

## Geschichte
Der Satellit wurde als Sirius 2 am 12. November 1997 vom Weltraumbahnhof Kourou in Französisch-Guayana mit einer Ariane 44L gestartet. Betreiber war die SES Sirius AB (vormals NSAB) mit Sitz in Schweden. Sirius 2 übertrug Programme überwiegend für den skandinavischen Raum, das Baltikum und Osteuropa. 13 der Ku-Transponder wurden von SES Americom angemietet als GE-1E betrieben.
Die Kanäle von Sirius 2 wurden bis Januar 2008 auf den Satelliten Sirius 4 übertragen. Im April 2008 wurde Sirius 2 auf die Position 31,5° Ost verschoben und in Astra 5A umbenannt. Astra 5A wurde von SES Astra betrieben und konnte in Europa, vorrangig aber Ost- und Südeuropa, im Nahen Osten, im westlichen Russland bis nach Iran empfangen werden. Die Übertragung erfolgte im Ku-Band.
Am 16. Januar 2009 gab SES Astra bekannt, dass Astra 5A nach einem nicht näher spezifizierten technischen Defekt seine Mission beendet hatte.

## Technische Daten
Aérospatiale baute den Satelliten auf Basis ihres Spacebus-3000-Satellitenbusses. Der Satellit war mit insgesamt 40 Ku-Band-Transpondern ausgerüstet, davon acht als Back-up. Er war dreiachsenstabilisiert und wog beim Start ca. 1,3 Tonnen. Außerdem wurde er durch zwei große Solarmodule und Batterien mit Strom versorgt und besaß eine geplante Lebensdauer von 15 Jahren, welche er jedoch nicht erreichte.